# Lena Schätte
Lena Schätte (* 25. Oktober 1993 in Lüdenscheid) ist eine deutsche Schriftstellerin. Sie wurde mit dem Roman Das Schwarz an den Händen meines Vaters bekannt. Für den Prosatext Schnapstage erhielt sie 2024 den W.-G.-Sebald-Literaturpreis.

## Leben
2014 veröffentlichte Schätte ihr Debüt Ruhrpottliebe im Marlon Verlag. Parallel arbeitete sie mehrere Jahre als Psychiatriekrankenschwester im Ruhrgebiet. 2020 nahm sie ein Studium des Literarischen Schreibens am Deutschen Literaturinstitut Leipzig auf. 2023 war sie Hausgast im Literarischen Colloquium Berlin, erhielt ein Aufenthaltsstipendium des Berliner Senats und arbeitete in der Redaktion der Anthologie Tippgemeinschaft mit. Heute betreut sie suchtkranke Menschen in Lüdenscheid und schreibt weiterhin Prosa.

## Wirken
Schättes Debüt Ruhrpottliebe (2014) ist ein Coming-of-Age-Roman, der im Imprint Marlon des Verlags Joh. Brendow & Sohn erschien. Ihr Roman Das Schwarz an den Händen meines Vaters (2025) erzählt autofiktional vom Aufwachsen mit einem alkoholkranken Vater in einer Arbeiterfamilie. Das Buch wurde in überregionalen Medien besprochen, unter anderem in der Süddeutschen Zeitung, im Deutschlandfunk und in der Frankfurter Allgemeinen Zeitung. Mit dem Buch schaffte sie es 2025 auf die Longlist des Deutschen Buchpreises. Für den Auszug Schnapstage aus diesem Roman erhielt Schätte 2024 den W.-G.-Sebald-Literaturpreis; die Preisverleihung fand 2025 in Sonthofen statt.